# Thomas Campbell Eyton
Pour les articles homonymes, voir Campbell et Eyton.
Thomas Campbell Eyton est un naturaliste britannique, né le 10 septembre 1809 à Eyton Hall, près de Wellington (Shropshire) et mort le 25 octobre 1880.

## Biographie
Il fait ses études au St John's College de l'Université d'Oxford et entretient une correspondance suivie avec Charles Darwin (1809-1882) et Louis Agassiz (1807-1873). Il exerce la profession de magistrat dans le Shropshire.
Après avoir reçu un important héritage en 1855, il installe un grand muséum d’histoire naturelle à Eyton. Il s’intéresse particulièrement aux squelettes des oiseaux qu’il prépare personnellement.
Eyton fait paraître History of the Rarer British Birds (1836), A Monograph on the Anatidae, Or Duck Tribe (1838), A History of Oyster and Oyster Fisheries (1858) et Osteologia Avium or A Sketch of the Osteology of Birds (de 1871 à 1878).

## Liste partielle des publications
- 1836 : A history of the rarer British birds[1] (Longmans, Rees, Orme, Brown, Green & Houlstons, Londres).
- 1838 : A monograph on the Anatidæ or Duck tribe (Londres).
- 1843 : A lecture on artificial or condensed manures (Wellington).
- 1846-1853The Herd book of Hereford Cattle (Londres).
- 1852 : Some account of a dredging expedition on the Coast of the Isle of Man during the months of May, June, July and August 1852 (Londres).
- 1856 : A catalogue of the species of birds in his possession. (Hobson, Wellington).
- 1858 : A catalogue of the skeletons of birds in his possession (Londres).
- 1858 : A history of the oyster and the oyster fisheries[2] (van Voorst, Londres).
- 1858-1867 : Osteologia avium (Hobson, Wellington).
- 1869 : A synopsis on the Anatidæ or Duck tribe (Hobson, Wellington).
- 1869 : Supplement to Osteologia avium. (Wellington) (1. Ergänzungsband zu Osteologia avium).
- 1870 : Notes on Scent (Hobson, Wellington).
- 1873-1875 : Osteologia avium (Williams & Norgate, Londres) (2. Ergänzungsband zu Osteologia avium.)